# Ohio Valley Wrestling
Ohio Valley Wrestling (OVW) är en amerikansk independent professionell wrestling promotion baserad i Louisville, Kentucky. OVW är mest känd för sina unga, talangfulla brottare och är officiell träningsplats för World Wrestling Entertainment (WWE).